# Бургк
Бургк (нем. Burgk) — община в Германии, в земле Тюрингия. 
Входит в состав района Заале-Орла.  Население составляет 92 человека (на 31 декабря 2010 года). Занимает площадь 13,65 км².

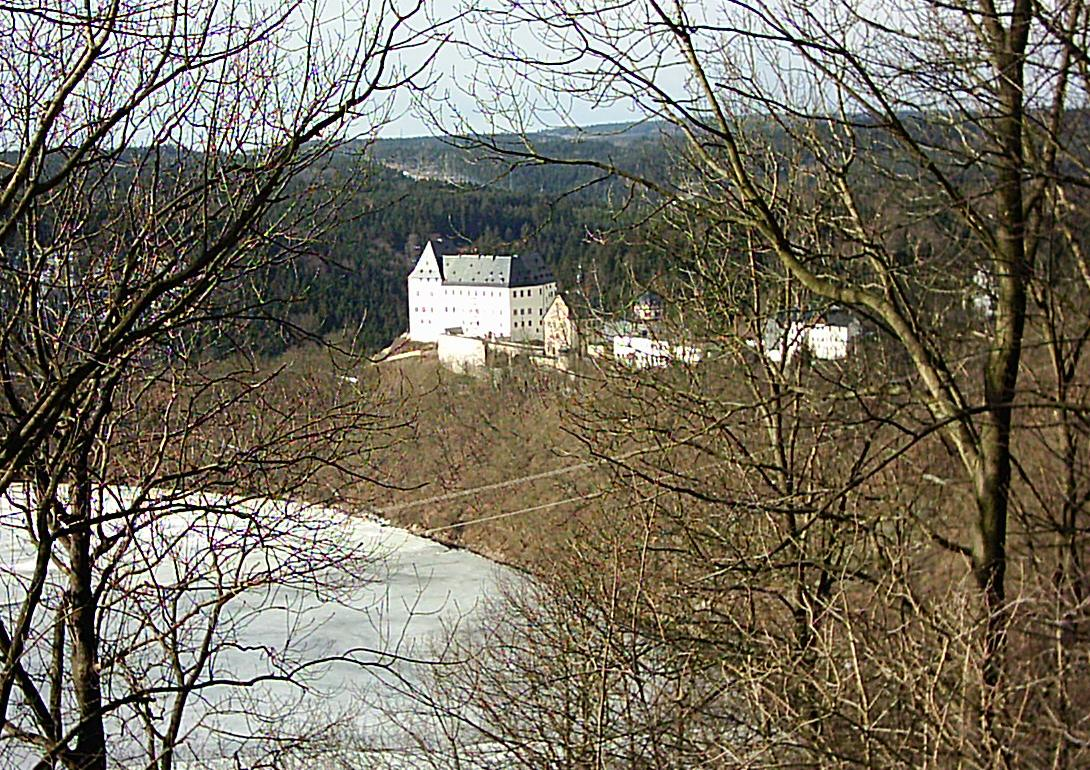
Замок